# ر دیز

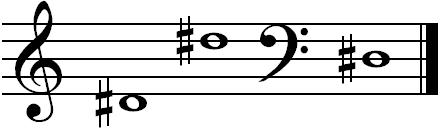
نت ر دیز

ر دیز (انگلیسی: D-sharp) با مخفف (♯D) یک نت از نت‌های موسیقی است که نیم پرده کروماتیک بالاتر از «ر» و نیم پرده دیاتونیک پایین‌تر از «می» صدا می‌دهد. «ر دیز» نت مترادف «می بمل» محسوب می‌شود. یک ر دیز وسط یا (۴♯D) بر اساس زیروبمی فرکانسی معادل (۳۱۱٫۱۲۷ هرتز) را داراست.

## گام
گام‌ها بر پایه نت «ر دیز» عبارتند از:
- ر دیز ماژور : ر دیز، می دیز، فا دوبل دیز، سل دیز، لا دیز، سی دیز، دو دوبل دیز، ر دیز.
- ر دیز مینور تئوریک : ر دیز، می دیز، فا دیز، سل دیز، لا دیز، سی، دو دیز، ر دیز.
- ر دیز مینور هارمونیک : ر دیز، می دیز، فا دیز، سل دیز، لا دیز، سی، دو دوبل دیز، ر دیز.
- ر دیز مینور ملودیک بالا رونده : ر دیز، می دیز، فا دیز، سل دیز، لا دیز، سی دیز، دو دوبل دیز، ر دیز.
- ر دیز مینور ملودیک پایین رونده : ر دیز، دو دیز، سی، لا دیز، سل دیز، فا دیز، می دیز، ر دیز.